# Capnioneura brachyptera
Capnioneura brachyptera is een steenvlieg uit de familie Capniidae. De wetenschappelijke naam van de soort is voor het eerst geldig gepubliceerd in 1932 door Despax.